# Szotírisz Kaiáfasz
Szotírisz Kaiáfasz (Nicosia, 1949. december 17. –) aranycipős, ciprusi válogatott labdarúgó. Nyolcszoros ciprusi bajnoki gólkirály.

## Pályafutása

### Klubcsapatban
1967 és 1984 között az Omónia Lefkoszíasz labdarúgója volt. Az Omónia csapatával 11 ciprusi bajnoki címet és hat kupagyőzelmet ért el. 1972 és 1982 között nyolc alkalommal volt a ciprusi bajnokság gólkirálya. 1976-ban elnyerte az európai aranycipőt, mint a legeredményesebb gólkirály az európai bajnokságokban. 1976-ban és 1978-ban az év ciprusi sportolójának választották.

### A válogatottban
1972 és 1980 között 17 alkalommal szerepelt a ciprusi válogatottban és két gólt szerzett.

## Sikerei, díjai
- Az év ciprusi sportolója (1976, 1978)
- UEFA Jubileumi Díjak – A 20. század legjobb ciprusi labdarúgója[4]

 Omónia Lefkoszíasz
- Ciprusi bajnokság
  - bajnok (11): 1971–72, 1973–74, 1974–75, 1975–76, 1976–77, 1977–78, 1978–79, 1980–81, 1981–82, 1982–83, 1983–84
  - gólkirály (8): 1971–72, 1973–74, 1975–76, 1976–77, 1978–79, 1979–80, 1980–81, 1981–82[1]
- Ciprusi kupa
  - győztes (6): 1972, 1974, 1980, 1981, 1982, 1983
- Ciprusi szuperkupa
  - győztes (5): 1979, 1980, 1981, 1982, 1983
- Európai aranycipő: 1975–76[2]

## Statisztika

### Mérkőzései a ciprusi válogatottban
| Ciprus | Ciprus             | Ciprus                           | Ciprus        | Ciprus   | Ciprus        | Ciprus       | Ciprus | Ciprus         |
| #      | Dátum              | Helyszín                         | Hazai         | Eredmény | Vendég        | Kiírás       | Gólok  | Esemény        |
| ------ | ------------------ | -------------------------------- | ------------- | -------- | ------------- | ------------ | ------ | -------------- |
| 1.     | 1972. november 19. | Líszi, Líszi Stadion             | Ciprus        | 0 – 4    | Bulgária      | vb-selejtező | -      |                |
| 2.     | 1973. november 18. | Szófia, Levszki Stadion          | Bulgária      | 2 – 0    | Ciprus        | vb-selejtező | -      |                |
| 3.     | 1975. november 5.  | Limassol, Círio Stadion          | Ciprus        | 1 – 0    | Görögország   | barátságos   | -      | 46'            |
| 4.     | 1975. november 23. | Limassol, Círio Stadion          | Ciprus        | 0 – 3    | Csehszlovákia | Eb-selejtező | -      | 35'            |
| 5.     | 1976. május 23.    | Limassol, Círio Stadion          | Ciprus        | 1 – 5    | Dánia         | vb-selejtező | -      | 20'            |
| 6.     | 1976. október 27.  | Koppenhága, Idrætsparken Stadion | Dánia         | 5 – 0    | Ciprus        | vb-selejtező | -      | 55'            |
| 7.     | 1976. október 31.  | Varsó, Dziesięciolecia Stadion   | Lengyelország | 5 – 0    | Ciprus        | vb-selejtező | -      | 80'            |
| 8.     | 1976. december 5.  | Limassol, Círio Stadion          | Ciprus        | 1 – 2    | Portugália    | vb-selejtező | -      |                |
| 9.     | 1977. május 15.    | Limassol, Círio Stadion          | Ciprus        | 1 – 3    | Lengyelország | vb-selejtező | -      | 60'            |
| 10.    | 1979. május 13.    | Limassol, Círio Stadion          | Ciprus        | 1 – 1    | Románia       | Eb-selejtező | 1      | 4'             |
| 11.    | 1979. november 14. | Újvidék, Vojvodina Stadion       | Jugoszlávia   | 5 – 0    | Ciprus        | Eb-selejtező | -      |                |
| 12.    | 1979. november 18. | Bukarest, Dinamo Stadion         | Románia       | 2 – 0    | Ciprus        | Eb-selejtező | -      |                |
| 13.    | 1980. január 16.   | Nicosia, GSP Stadion             | Ciprus        | 1 – 1    | Görögország   | barátságos   | -      | 60'            |
| 14.    | 1980. március 26.  | Nicosia, Makário Stadion         | Ciprus        | 2 – 3    | Írország      | vb-selejtező | 1      | 73' (11-esből) |
| 15.    | 1980. október 11.  | Limassol, Círio Stadion          | Ciprus        | 0 – 7    | Franciaország | vb-selejtező | -      | 21'            |
| 16.    | 1980. november 19. | Dublin, Lansdowne Road           | Írország      | 6 – 0    | Ciprus        | vb-selejtező | -      | 46'            |
| 17.    | 1980. december 21. | Nicosia, Makário Stadion         | Ciprus        | 0 – 2    | Belgium       | vb-selejtező | -      | 63'            |
|        | Összesen           |                                  |               | 17       | mérkőzés      |              | 2      | gól            |